# As-Sib
As-Sib (arab. السيب) – miasto w północno-wschodnim Omanie, nad Zatoką Omańską (muhafazat Maskat). Według spisu ludności w 2020 roku liczyło 470,9 tys. mieszkańców i było wówczas najludniejszym miastem kraju. Jest siedzibą administracyjną wilajetu As-Sib, który liczy ponad 478,5 tys. mieszkańców.